# Натор (зіла)
Наторе — район дивізіону Раджшахі, розташований на півночі Бангладеш. Він межує зі столичним містом Раджшахі і раніше був частиною району Раджшахі.

## Історія
Наторе був окружним штабом Раджшахі з 1769 по 1825 рр. Адміністративний підрозділ Наторе було створено в 1825 році в районі Раджшахі, напередодні переміщення штаб-квартири.
Під час Визвольної війни Бангладеш у 1971 році 29 березня відбулася битва між пакистанською армією та борцями за свободу Мукті Бахіні. Близько 40 членів <b id="mwHg">пакистанської армії</b>, включаючи майора Аслама та капітана Ісхака, були вбиті. 5 травня 1971 року пакистанська армія вбила 42 співробітників цукрових заводів у Північній Бенгалії (Лалпур), включаючи генерального директора заводу лейтенанта Анварула Азіма. Їх убили біля ставка в млиновому містечку. Ставок тепер відомий як Шахид Сагар, а біля ставка є меморіал.

## Географія
Більшість району Наторе займає рівнину. Чалан Біл, найбільший біл в Бангладеш, є частиною округу.
Округ Наторе становить 1,900.05 км. Межує з районами Наогаон і Богра на півночі, районами Пабна і Куштія на півдні, районами Пабна і Сіраджгандж на сході та районом Раджшахі на заході. Дорога від Наторе до Дакки становить 220 кілометрів. Лалпур є районом з найнижчою середньорічною кількістю опадів у Бангладеш.

## Адміністративно-територіальний поділ

### Упазилася
Наторе був штаб-квартирою округу Раджшахі з 1769 по 1825 рік. Напередодні цієї заміни Наторе було оголошено підрозділом. Ця подія зробила Наторе першим підрозділом Бангладеш. Наторе було створено як район у 1984 році.

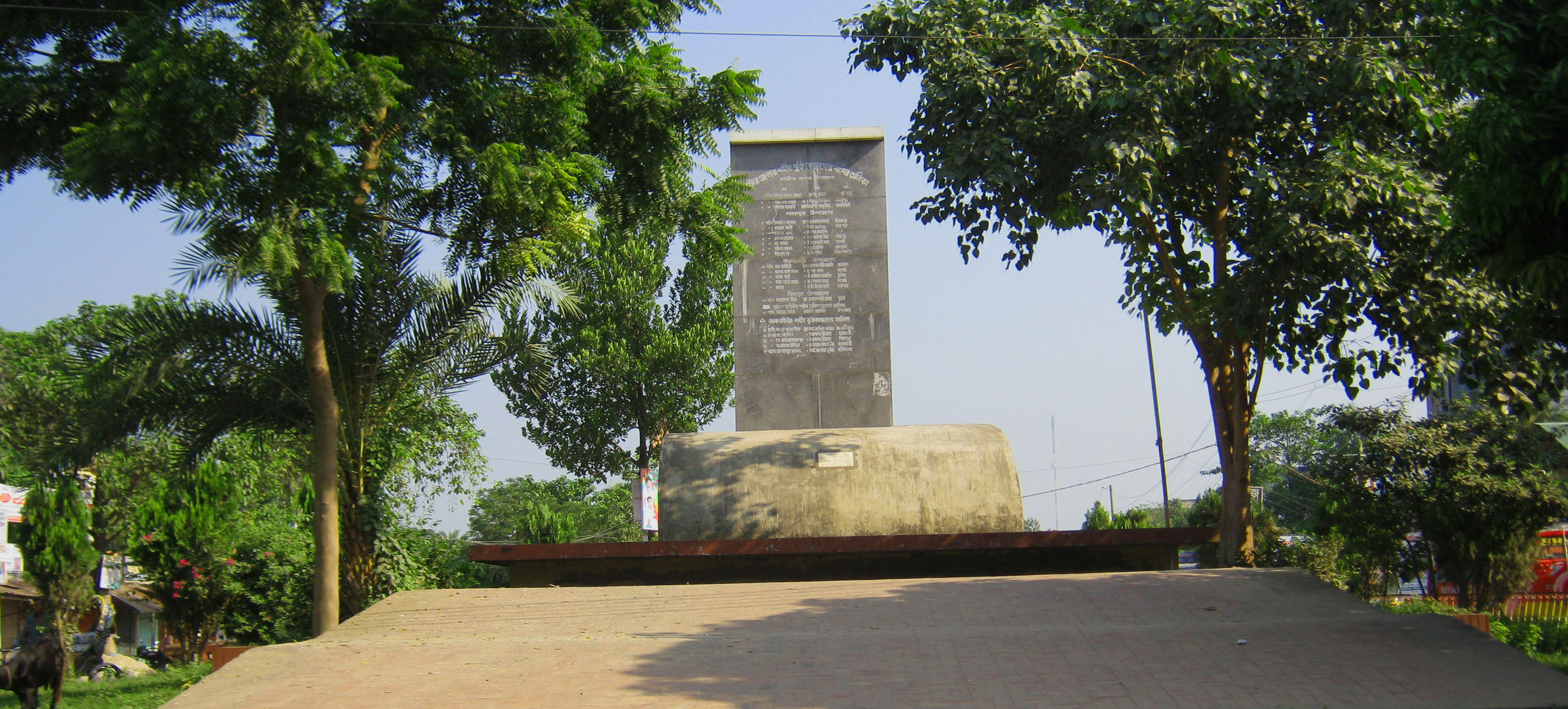
Пам'ятник з іменами мучеників

У районі сім упазил:
- Багатіпара Упазіла
- Барайграм Упазіла
- Гурудаспур Упазіла
- Лалпур Упазіла
- Налданга Упазіла
- Наторе Садар Упазіла
- Сінгра Упазіла